# Dysaphis radicola
Dysaphis radicola är en insektsart som beskrevs av Alexandre Mordvilko 1897. Dysaphis radicola ingår i släktet Dysaphis och familjen långrörsbladlöss. Arten är reproducerande i Sverige.

## Underarter
Arten delas in i följande underarter:
- D. r. anolocyclica
- D. r. radicola